# エミール・フィラ

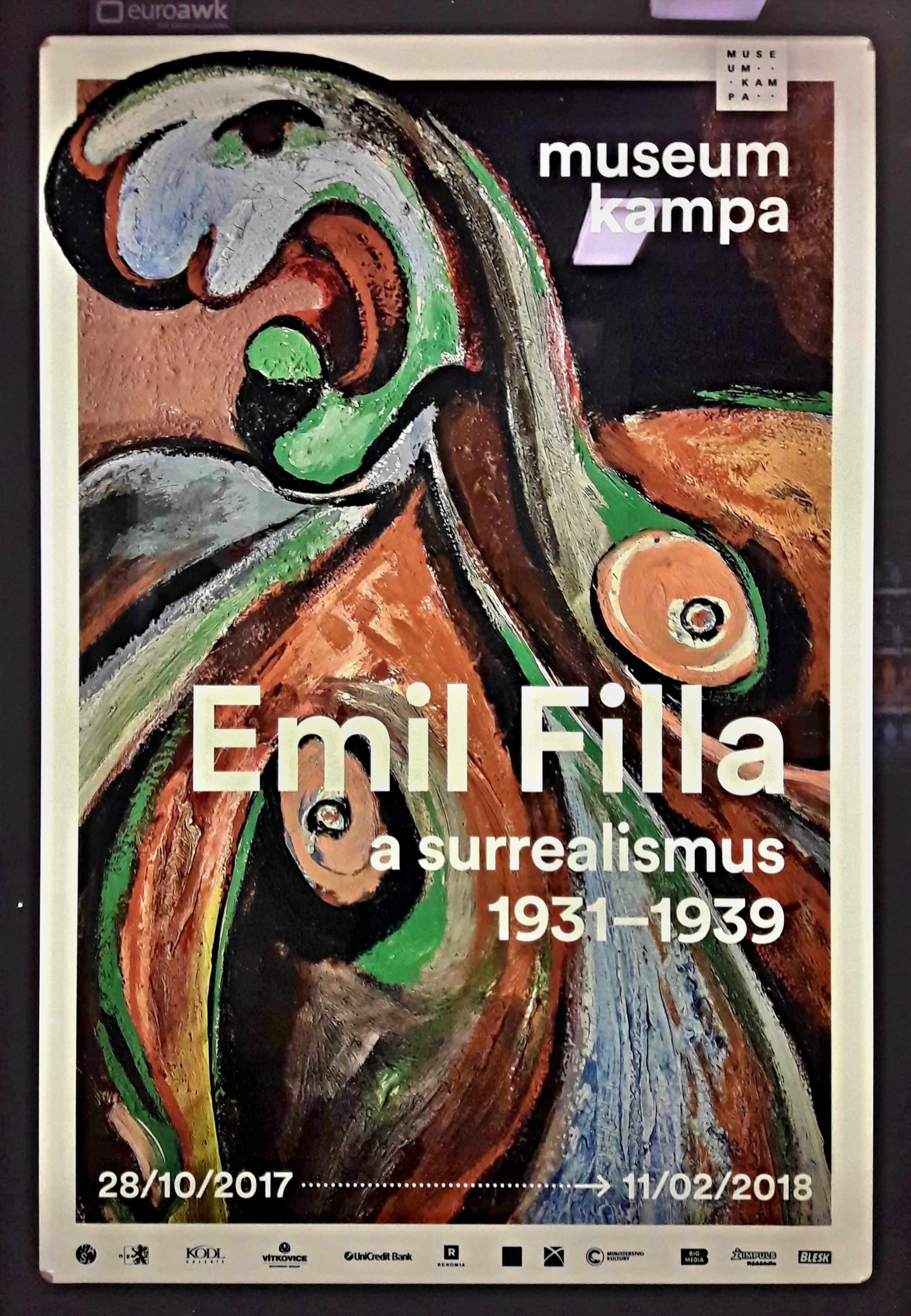
フィラ展のポスター

エミール・フィラ（Emil Filla, 1882年4月4日 - 1953年10月7日）は、チェコ出身の画家、彫刻家。チェコキュビズムの代表的存在。

## 人物・来歴
1882年、鉄道公務員の息子としてチェコ東部の町、Chropyněに生まれた。翌年、家族でブルノに引っ越す。1903年よりプラハの造形芸術大学で学び、1904年には主席を獲得。
ファラの画家としてのキャリアは1905年に始まる。この年、プラハで開かれたエドヴァルド・ムンクの展覧会に感銘を受け、同じく感銘を受けた他の若い7人の芸術家たちと芸術集団オスマを結成。ムンクの影響を受け、印象主義的だった作風は次第に表現主義的なものに移り変わっていった。彼の代表的作品、 "ドストエフスキーの読者" (1907)はこの時期に描かれた物である。 
フィラはこの時期に時折、昔の巨匠達の作品を学ぶためにヨーロッパ中を旅しており、特にイタリアではジョット・ディ・ボンドーネの作品に魅了された。また、1910年頃にはパリでジョルジュ・ブラックやパブロ・ピカソの作品を知る。ブラックとピカソとはチェコの芸術史家、ビンセンス・クラマーを通して個人的に知り合い、彼らの作風であるキュビズムは次第にフィラの後の芸術作品における基本要素となっていった。
1911年からは、定期的にパリに滞在するようになり、ピカソやブラック、セザンヌのもとを訪問した。ヴェネツィアでは、ティントレット、エル・グレコ、そしてバロック時代の画家達の作品を分析、考察した。1913年3月27日、哲学者であり心理学者でもあったFrantišek Krejčíの娘、Hana Krejčováと結婚。後には、チェコの彫刻家、オットー・グートフロイント（Otto Gutfreund）と親交を結ぶ。
1914年には第一次世界大戦のためにオランダに亡命。その頃、フランスの前衛派たちがキュビズムから次第に離れていっても、フィラはそれに忠実であった。それからフィラは、オランダの静止画から構図や題材を自分の作品に取り入れた。1916年に描かれた"窓辺の金魚"では、オランダの芸術集団デ・ステイルからの影響を知ることが出来る。
第一次世界大戦が終わった1918年、 フィラはプラハに戻り、そこで芸術家としての活動を再開。1921年にはキュビズム最後の作品、 "女と絨毯"を制作。
1937年8月29日、反ファシズムの集会で演説,1939年9月1日に逮捕され、1945年までダッハウとブーヘンヴァルトの強制収容所に抑留された。1945年5月21日にブーヘンヴァルトからプラハに戻ると、プラハ芸術学校の教授に任命される。 1947年には記念碑的作品"ブーヘンヴァルトからの解放"を描く。晩年は風景画を描いて過ごした。
1953年10月7日プラハで死去、Střešoviceの墓地に埋葬された。